# Augustus SFX Van Dusen
Augustus SFX Van Dusen est un personnage fictif créé par l'écrivain américain Jacques Futrelle, plus connu sous le surnom de la Machine à Penser.

## Biographie
Van Dunsen est un personnage très intelligent : il est écrit dans les nouvelles qu'il est Ph.D., L.L.D, F.R.S, M.D. et M.D.S (en). Ces titres témoignent de ses grandes facultés intellectuelles, tout comme sa volumineuse tête (il porte des chapeaux de taille 64).
Bien souvent le professeur Van Dunsen est confronté, via son ami journaliste Hutchinson Hatch ou autre, à des crimes ou des affaires policières. Mais Van Dusen ne se considère pas pour autant comme un détective ; au contraire, il expédie ces affaires bien vite pour revenir à ses chères expériences.
Sa manière de résoudre les affaires est assez surprenante : certains le surnomment « la Machine à téléphoner ». En effet, plutôt que de se déplacer, il passe quelques coups de téléphone, réfléchit et résout le mystère.
Il ne suit pas son intuition, il préfère faire confiance à la logique. Pour lui, la logique est la solution à tout : « Deux et deux font quatre. Jamais parfois, ou quelques fois, mais TOUJOURS quatre ! » est une maxime qu'il répète souvent.
Van Dusen est aussi surnommé « la Machine à Penser ». L'explication de ce surnom est donné dans la nouvelle The Thinking Machine (« La machine pensante »). Dans cette nouvelle, la ville de Boston (lieu de résidence de la Machine à Penser) accueille des championnats du monde d'échecs. À la suite d'un pari, visant à prouver que la logique est plus forte que tout, Van Dusen apprend à jouer aux échecs un matin et rencontre l'après-midi un grand-maître russe. Au quatorzième coup, Van Dusen met le grand-maître en échec ; le russe protège son roi avec un cavalier. Le professeur réfléchit alors pendant une dizaine de minutes, en silence, puis annonce « Mat en 15 coups ». Le grand-maître réfléchit, et s'aperçoit qu'il a raison ; c'est alors qu'il dit :
« Vous n'aviez jamais joué aux échecs auparavant ?

— Jamais

— Mon Dieu ! Vous n'êtes pas un homme, vous êtes un cerveau – une machine – une Machine à Penser ! »

## Apparitions
Les nouvelles mettant en scène la Machine à Penser sont une petite cinquantaine ; parmi elles, Le Problème de la cellule 13 (The Problem of the Cell 13), parue en 1905, est devenue un classique des problèmes de chambre close, puisqu'elle voit la Machine à Penser s'échapper d'une cellule de condamné à mort en moins d'une semaine.